# Servië op het Eurovisiesongfestival 2023

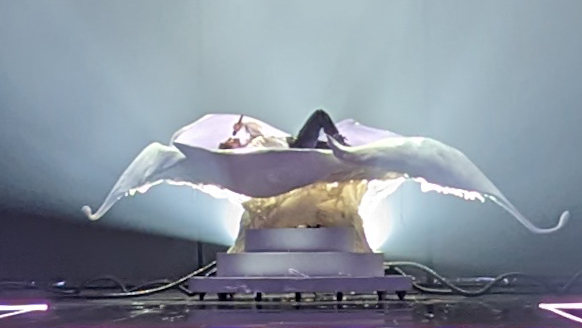
Luke Black tijdens de juryfinale in Liverpool

Servië nam deel aan het Eurovisiesongfestival 2023 in Liverpool, Verenigd Koninkrijk. De RTS was verantwoordelijk voor de Servische bijdrage voor de editie van 2023.

## Selectieprocedure
De Servische omroep kondigde op 2 september 2022 aan deel te nemen aan het Eurovisiesongfestival 2023. Tevens werd de selectieprocedure bekend gemaakt waarbij ook komend jaar de inzending opnieuw geselecteerd werd via een nationale finale. De regels zijn vrijwel hetzelfde als het vorige seizoen. Inzendingen konden worden ingeleverd tot en met 15 november. Daarna besloot een selectiecommissie over het aantal inzendingen voor de tv-fase en mogelijke voorrondes. Wanneer het aanbod kwalitatief zou tegenvallen zou de omroep ervoor kiezen om alsnog intern te selecteren.
Op 9 januari maakte omroep RTS de 32 kandidaten bekend voor Pesma za Evroviziju 2023, de titel van de nationale selectie. Onder de kandidaten twee bekende namen: Tijana Dapčević (Noord-Macedonië 2013) en Hurricane (Servië 2021). De laatste genoemde groep kent echter een andere samenstelling dan in 2021. De halve finales vonden plaats op 1 en 2 maart en op zaterdag 4 maart wordt de inzending gekozen tijdens de finale uitzending.
Aan de finale namen 16 kandidaten deel, de winnaar werd gekozen door middel van televoting en een vakjury. Luke Black wist uiteindelijk met de zegpalm aan de haal te gaan. Opvallend was dat Black zowel bij de televoters als bij de jury als tweede eindigen. Jurywinnaar Nađa bleef achter in de televoting en televotingwinnaar Princ bleef juist weer achter bij de jury’s.

## Pesma za Evroviziju 2023
| Plaats | Artiest                 | Lied                     | Punten |
| ------ | ----------------------- | ------------------------ | ------ |
| 1      | Luke Black              | Samo mi se spava         | 20     |
| 2      | Princ                   | Cvet sa istoka           | 18     |
| 3      | Nada                    | Moj prvi ožiljak na duši | 18     |
| 4      | Filip Baloš             | Novi plan drugi san      | 15     |
| 5      | Dzipsii                 | Greh                     | 13     |
| 6      | Stefan Shy              | Od jastuka do jastuka    | 11     |
| 7      | Zejna                   | Rumba                    | 6      |
| 8      | Nadia                   | Devojka tvog dečka       | 4      |
| 9      | Gift                    | Liberta                  | 4      |
| 10     | Empathy Soul Project    | Indigo                   | 3      |
| 11     | Chegi & Braća Bluz Band | Svadba ili kavga         | 3      |
| 12     | Hurricane               | Zumi zimi zami           | 1      |
| 13     | Boris Subotić           | Nedostupan               | 0      |
| 14     | Duo Grand               | Viva la vida             | 0      |
| 15     | Frajle                  | Neka neka                | 0      |
| 16     | Filarri                 | Posle mene               | 0      |

## In Liverpool
Servië trad aan in de eerste halve finale, op dinsdag 9 mei. Het land stootte door naar de grote finale. Later werd bekend dat Servië nipt de finale haalde met amper 37 punten. In de grote finale op 13 mei 2023 haalde Luke Black namens Servië de 24ste plaats, met 30 punten.
2007 · 2008 · 2009 · 2010 · 2011 · 2012 · 2013 · 2014 · 2015 · 2016 · 2017 · 2018 · 2019 · 2020 · 2021 · 2022 · 2023 · 2024 · 2025
Albanië · Armenië · Australië · Azerbeidzjan · België · Cyprus · Denemarken · Duitsland · Estland · Finland · Frankrijk · Georgië · Griekenland · Ierland · IJsland · Israël · Italië · Kroatië · Letland · Litouwen · Malta · Moldavië · Nederland · Noorwegen · Oekraïne · Oostenrijk · Polen · Portugal · Roemenië · San Marino · Servië · Slovenië · Spanje · Tsjechië · Verenigd Koninkrijk · Zweden · Zwitserland